# Heydenia angularicoxa
Heydenia angularicoxa är en stekelart som beskrevs av Yang 1996. Heydenia angularicoxa ingår i släktet Heydenia och familjen puppglanssteklar. Inga underarter finns listade i Catalogue of Life.